# Juexi (sockenhuvudort i Kina, Zhejiang Sheng, lat 29,47, long 121,95)
Juexi (kinesiska: 爵溪, 爵溪街道) är en sockenhuvudort i Kina. Den ligger i provinsen Zhejiang, i den östra delen av landet, omkring 190 kilometer sydost om provinshuvudstaden Hangzhou. Antalet invånare är 30 454. Befolkningen består av 15 039 kvinnor och 15 415 män. Barn under 15 år utgör 10,0 %, vuxna 15-64 år 84 %, och äldre över 65 år 5,0 %.
Runt Juexi är det tätbefolkat, med 369 invånare per kvadratkilometer. Närmaste större samhälle är Danxi, 7,9 km väster om Juexi. I omgivningarna runt Juexi växer i huvudsak blandskog.
Genomsnittlig årsnederbörd är 1 837 millimeter. Den regnigaste månaden är juni, med i genomsnitt 338 mm nederbörd, och den torraste är januari, med 56 mm nederbörd.